# Mănăstirea Dintr-un Lemn
Mănăstirea Dintr-un Lemn este un așezământ monahal din comuna Frâncești, județul Vâlcea, la aproximativ 25 de kilometri sud de municipiul Râmnicu Vâlcea și 5 kilometri  de orașul Băbeni, Vâlcea.
Este declarată monument istoric cu cod LMI VL-II-a-A-09742, sub denumirea Mănăstirea "Dintr-un Lemn".

## Legenda
Cea mai veche mărturie despre apariția mănăstirii la marginea de pădure vine din însemnările călătorului pe meleagurile Țărilor Române, diaconul arab creștin Paul de Alep. Acesta pe la 1653-1658, însoțind pe Patriarhul Macarie al Antohiei, susține că un călugăr a găsit într-o scorbură a unui stejar secular icoana Maicii Domnului. Mai spune că acesta aude o voce care l-a îndemnat să construiască în acel loc o biserică din acel stejar secular.
O altă mărturie scrisă existentă de la 29 iulie 1745 a mitropolitului Neofit Cretanul, spune că "un cioban cu numele de Radu, în timpul domniei lui Alexandru al II-lea Mircea (1568-1577) a visat Icoana Maicii Domnului, despre care amintește Paul de Alep și tăind stejarul în care a fost găsită icoana, a făcut din lemnul ei o bisericuță, numită din această pricină "Dintr-un lemn".

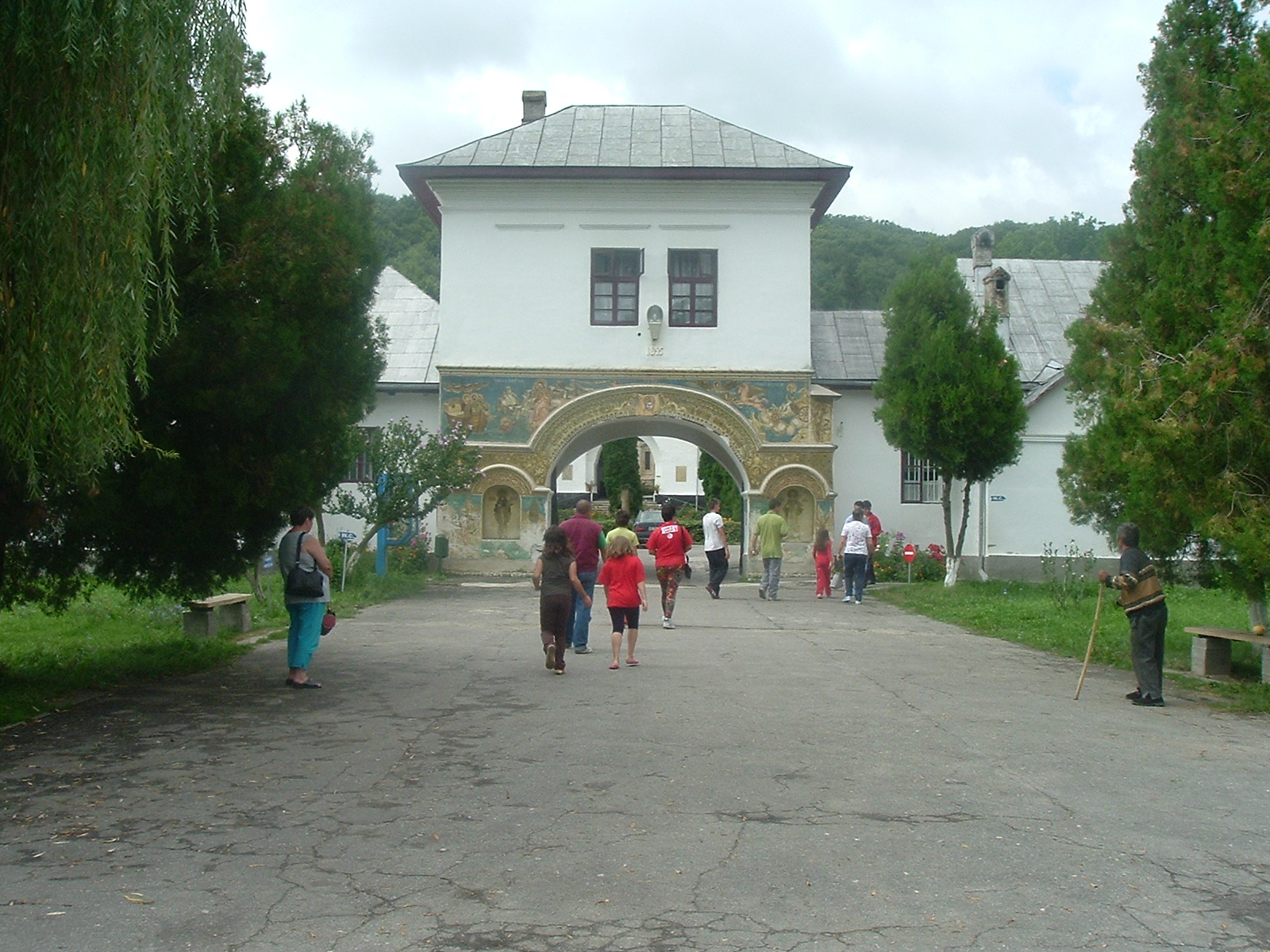
Poarta mănăstirii

Cam tot așa afirma pe la 1842 poetul Grigore Alexandrescu care vizitează lăcașul, ascultând legendele locului.
Bisericuța din lemn de stejar, din bârne groase pare a fi fost ridicată pe la mijlocul secolului al XVI-lea. În biserică se află Icoana Maicii Domnului de care este legată existența așezământului monahal.
Despre când și unde a fost pictată icoana, părerile sunt împărțite. Profesorul Andrei Grabor de la Universitatea din Strasbourg, spunea că ar fi fost pictată în secolul IV la mănăstirea Theothokos din Grecia, după modelul aparținând  apostolului Luca, cel care a pictat prima oară pe Fecioara Maria.

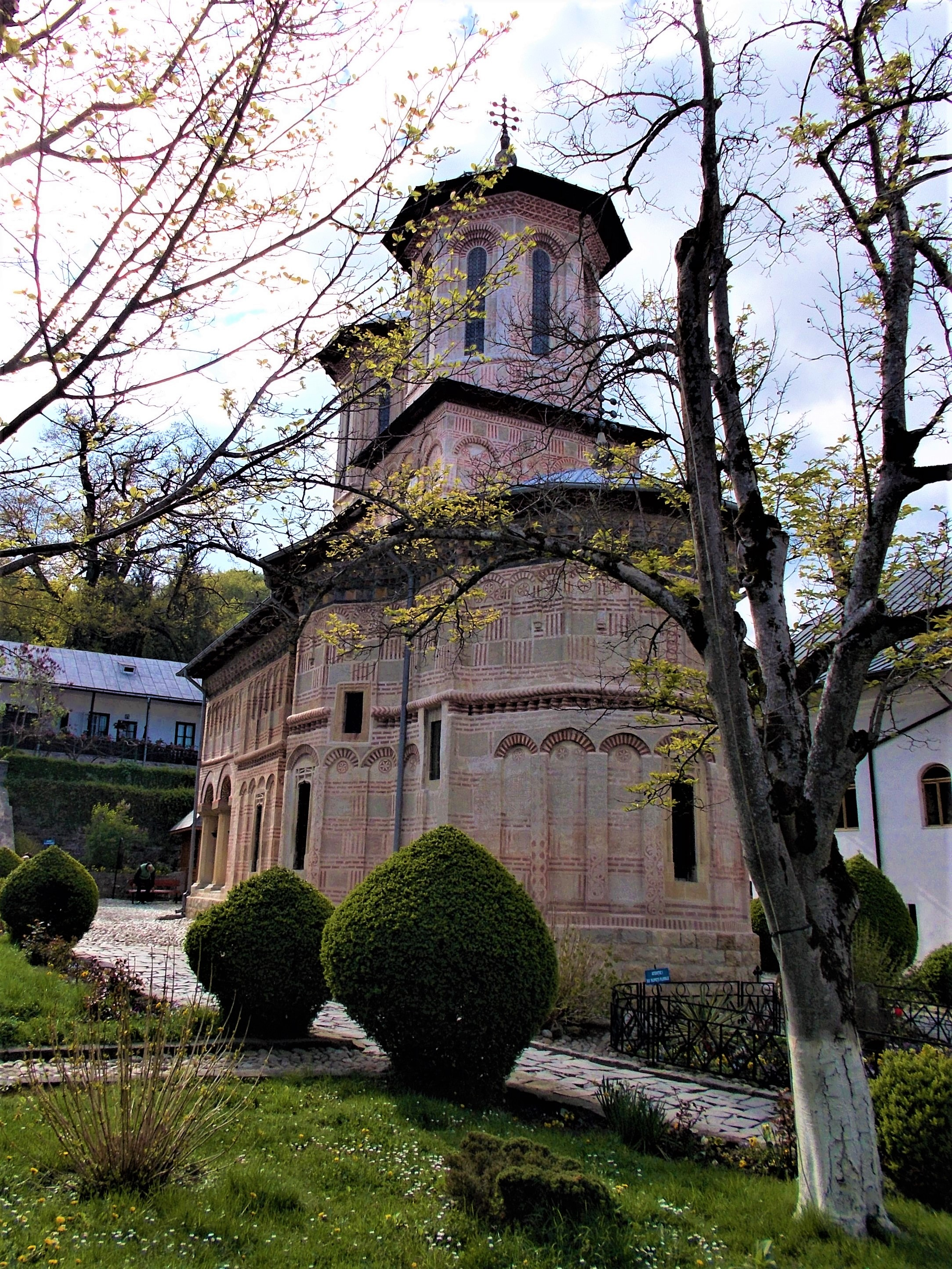
Biserica de piatră

Profesorul I.D. Ștefănescu nu împărtășește ideea lui André Grabar, afirmând că icoana ar fi fost pictată la Bizanț sau la Muntele Athos, folosindu-se un model mai vechi de pe la jumătatea secolului XVI și se pare că este ipoteza cea mai plauzibilă. Modul cum a ajuns pe aceste meleaguri nu este cunoscut.

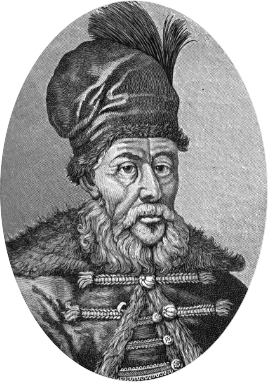
Domnitorul Matei Basarab

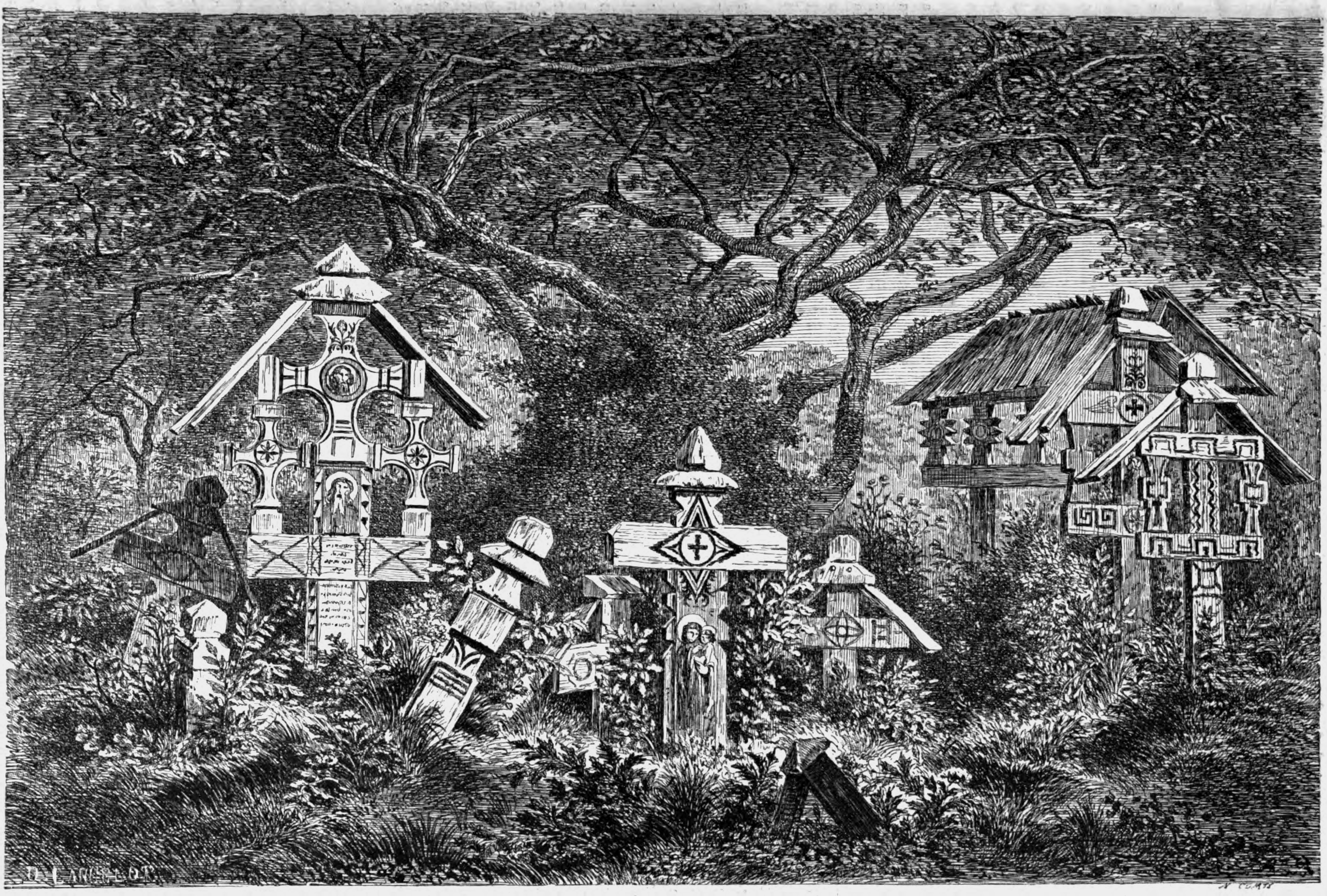
Cimitirul mănăstirii Dintr-un Lemn în 1860, desen de Dieudonné Lancelot

Legendele apariției și construirii așezământului monahal sunt o parte din adevăr, însă prima mențiune documentară apare la 20 aprilie 1635. O mărturie importantă scrisă este a lui Matei Basarab din 27 noiembrie 1640 la ridicarea bisericii din piatră. Acesta nota că a zidit mănăstirea "de isnoavă de'ntemei", înșirând mănăstirile pe care le-a întemeiat.
Pisania bisericii de piatră, care datează din 1715, pomelnicul mănăstirii din 1804 făcut după cel din 1715, confirmă că documentul din 1640 a lui Matei Basarab este real și că biserica de zid este construită de acesta.
Dar însemnările lui Paul de Alep, care a vizitat mănăstirea la 20 de ani după inaugurare, spun cu totul alceva. El afirmă că ctitor al asezământului este un boier contemporan cu Matei Basarab și văr cu acesta, Preda Brâncoveanu,  fost mare spătar, mare culcer, mare vornic, viitor ban. Adevărul ar putea fi undeva la mijloc. Faptul că cei doi sunt rude apropiate, ar fi putut contribui împreună la construcția bisericii, lucru cofirmat de tabloul ctitorilor din pronausul bisericii din zid. Chiar și linia construcției este tipică epocii în care a trăit Matei Basarab.
După o restaurare importantă făcută de către Ministerul Aerului și Marinei, restaurare făcută între anii 1938 - 1940, sfântul locaș devine simbolic loc de închinăciune și rugă pentru aviatori și marinari.

## Galerie imagini

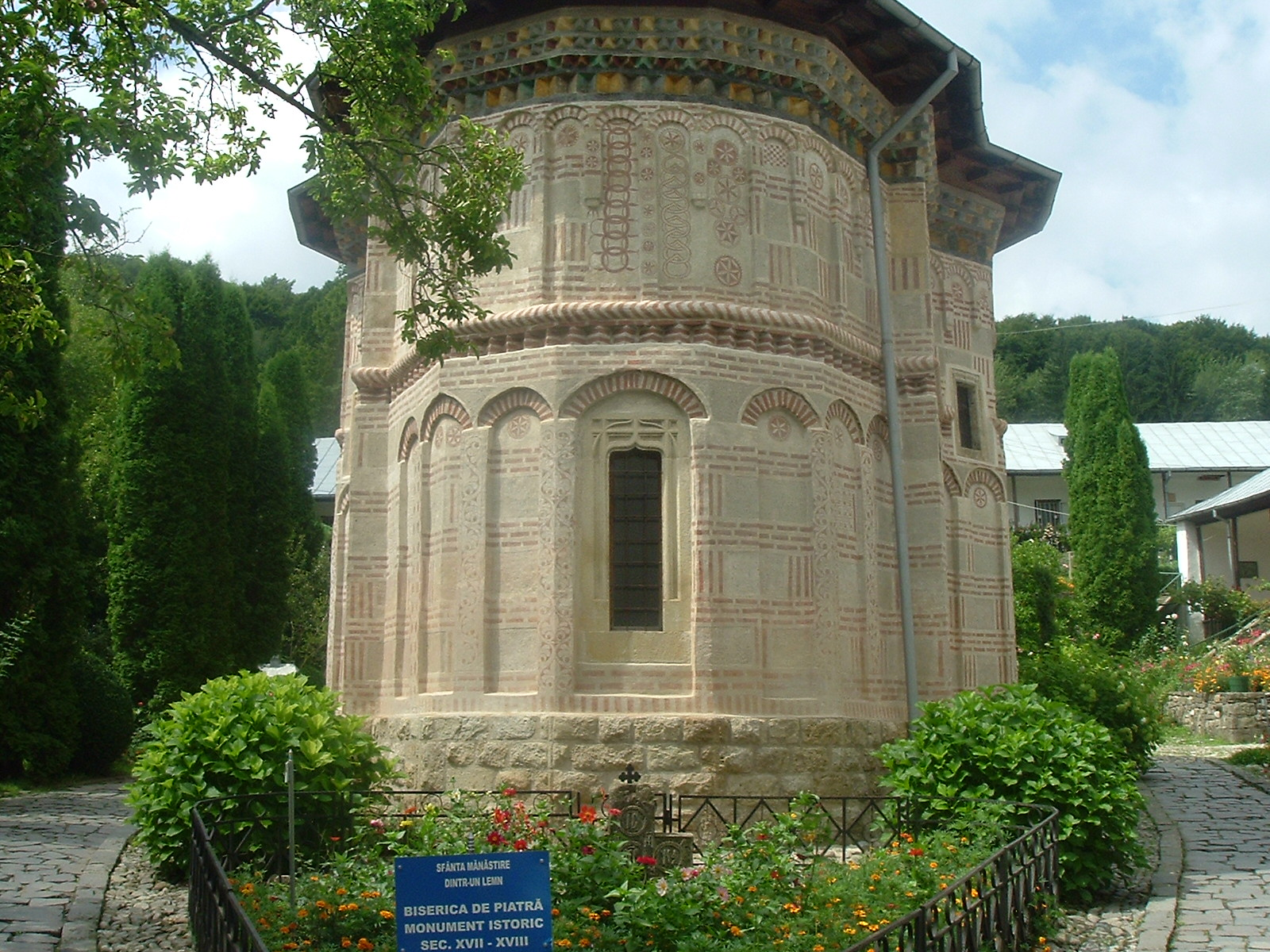
Biserica de piatră
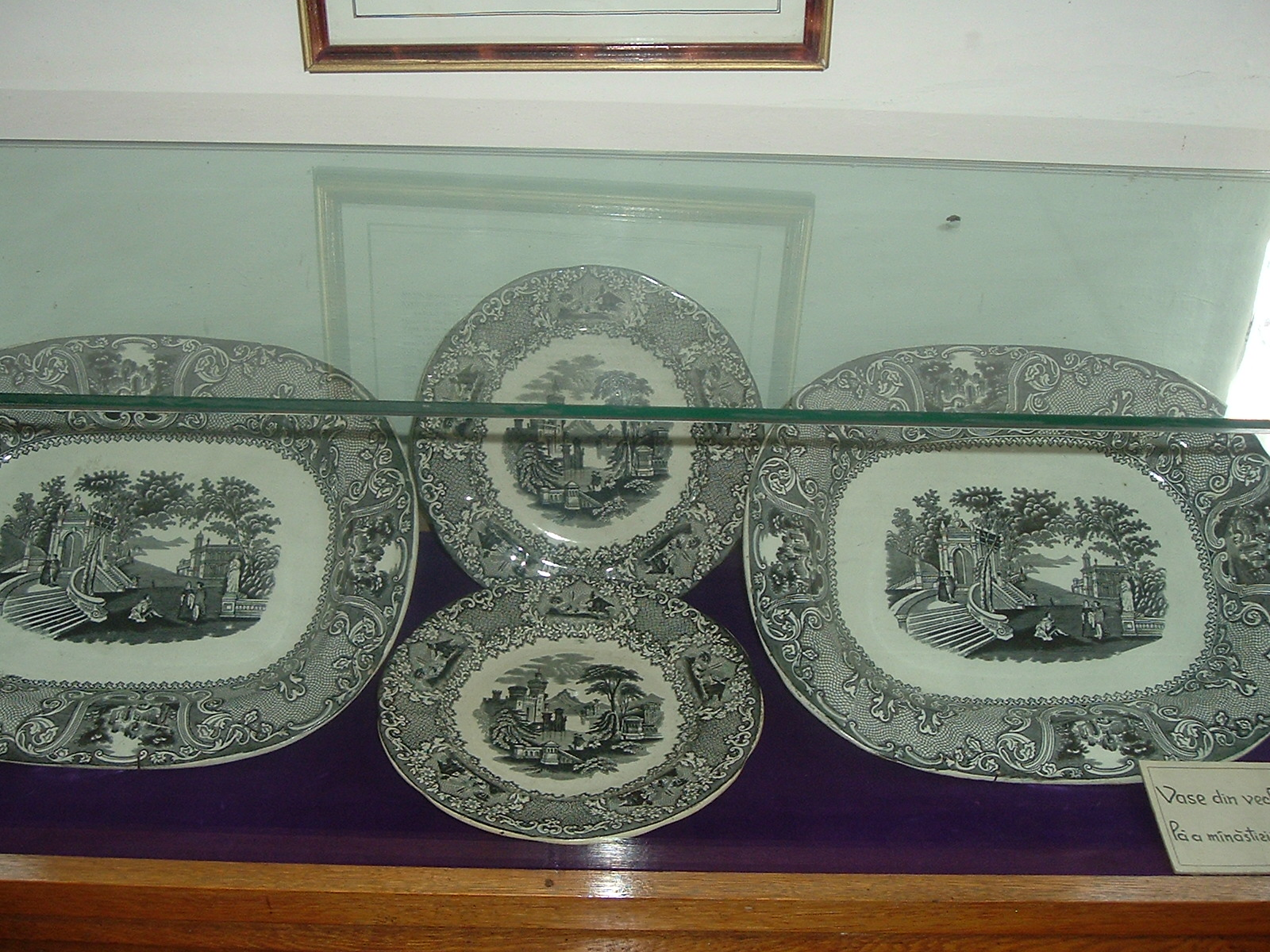
Muzeu.Ceramica sec.XIX
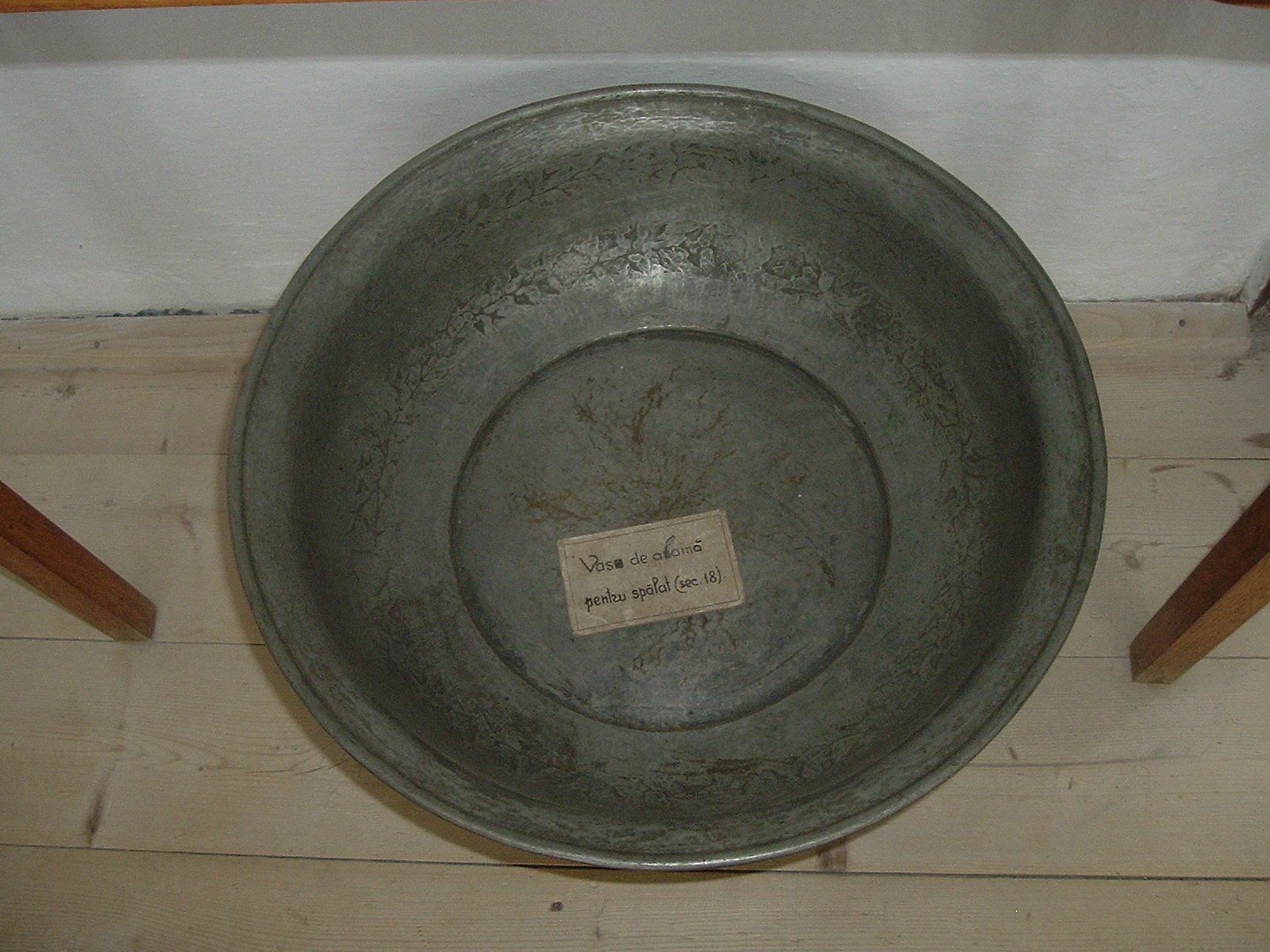
Muzeu.Lighean de cupru cositorit,secolul XVII
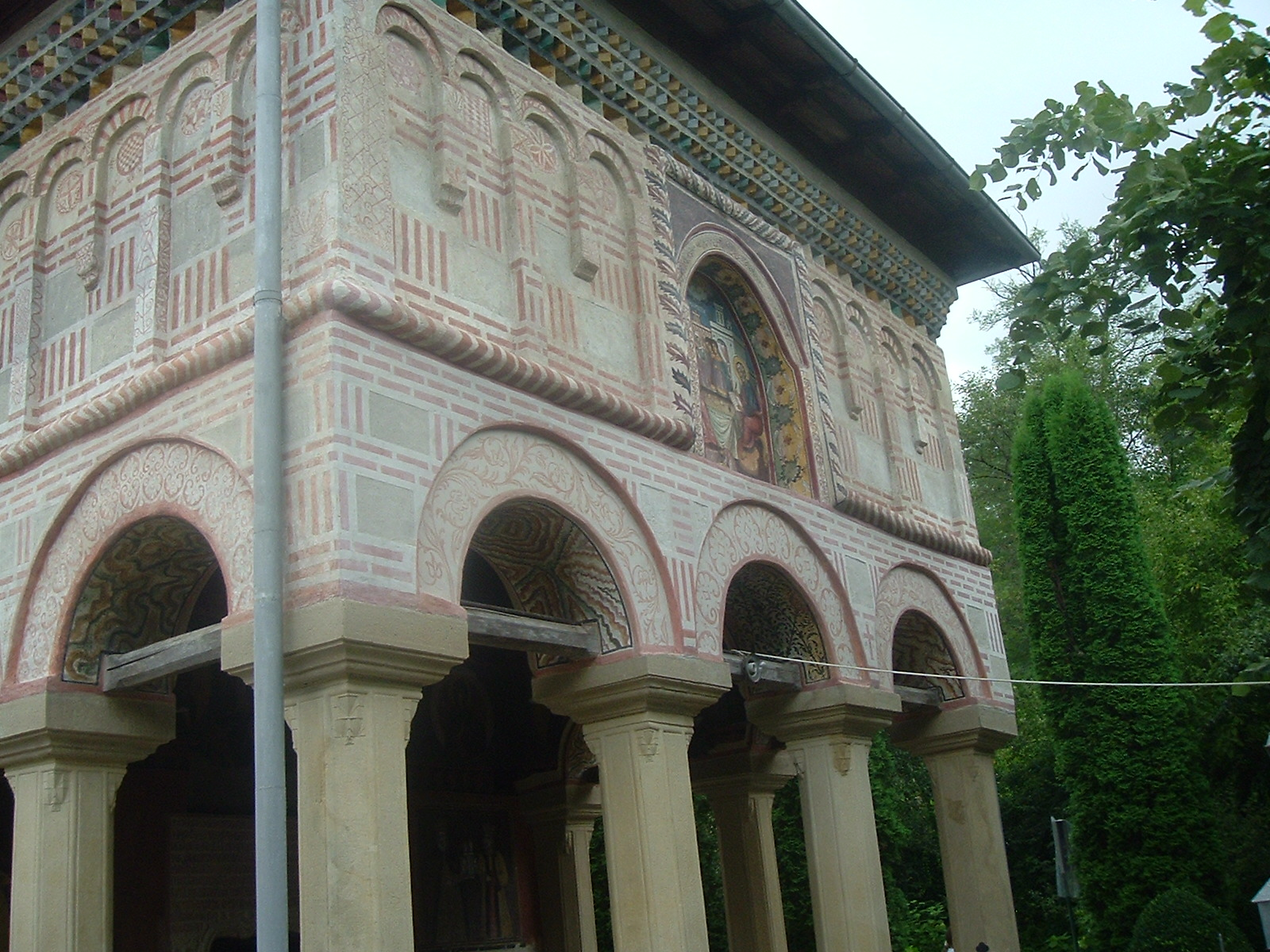
Pridvorul bisericii de piatră
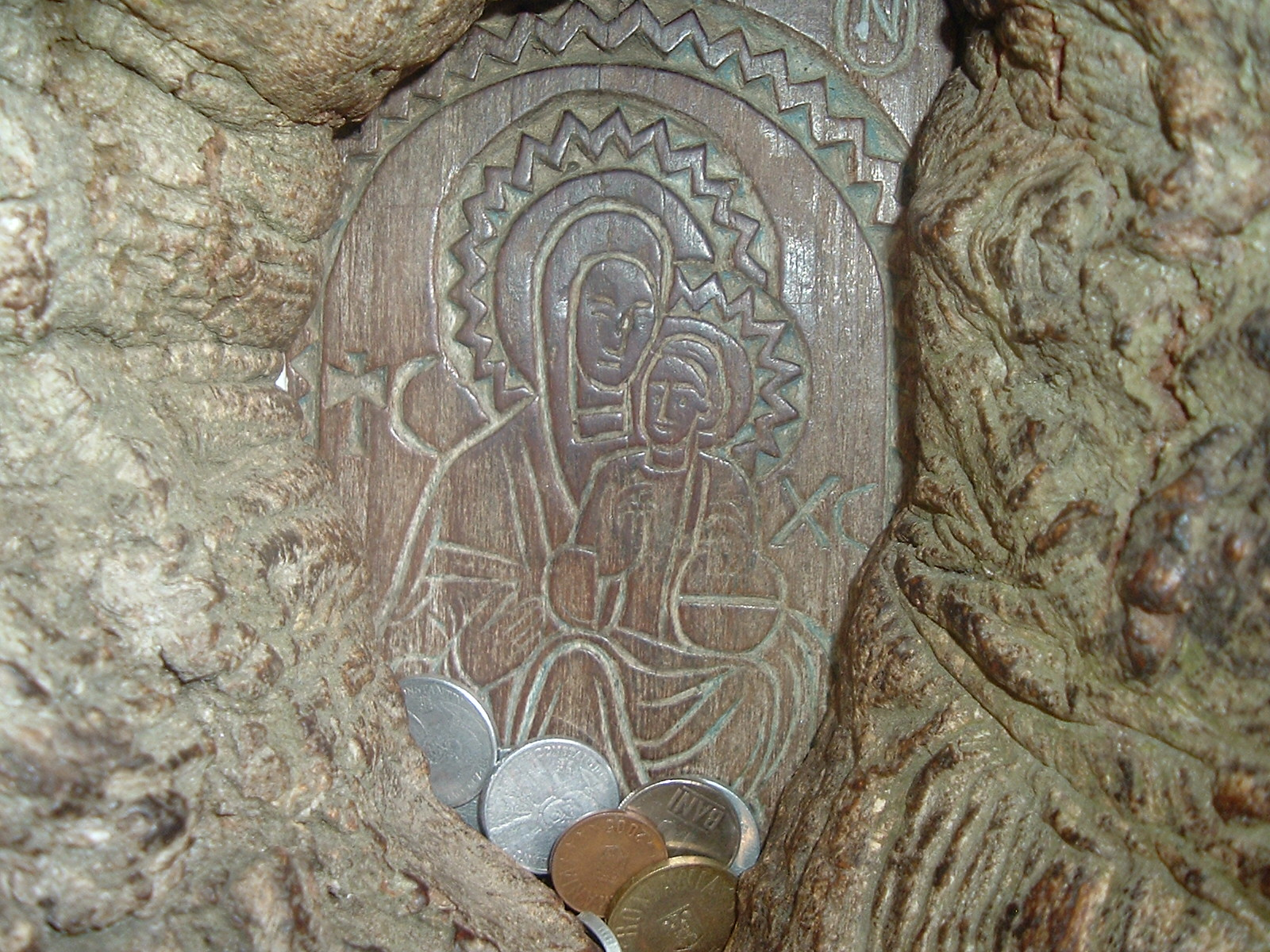
Icoană în scorbura unui stejar secular
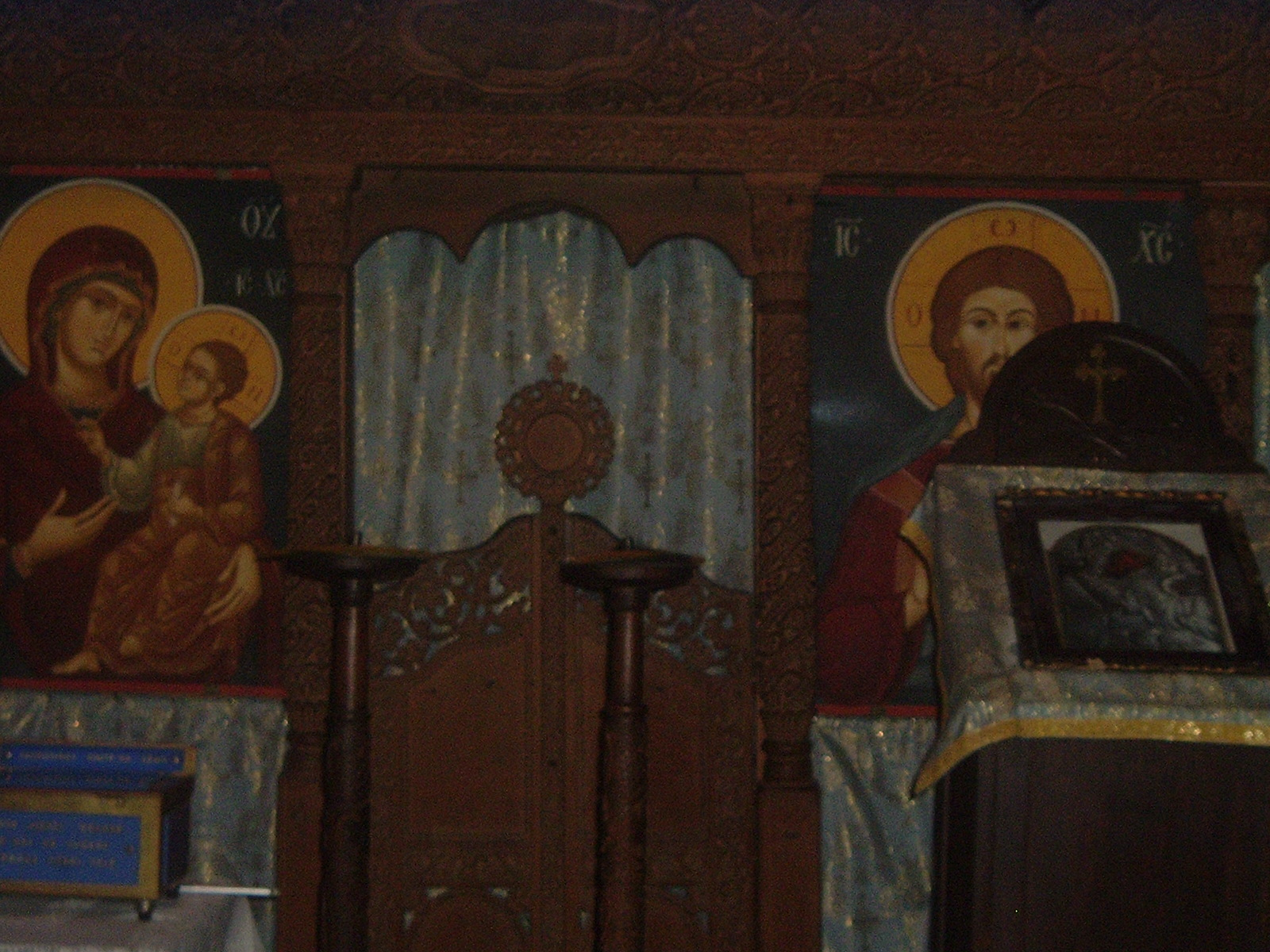
Altarul bisericuții din lemn
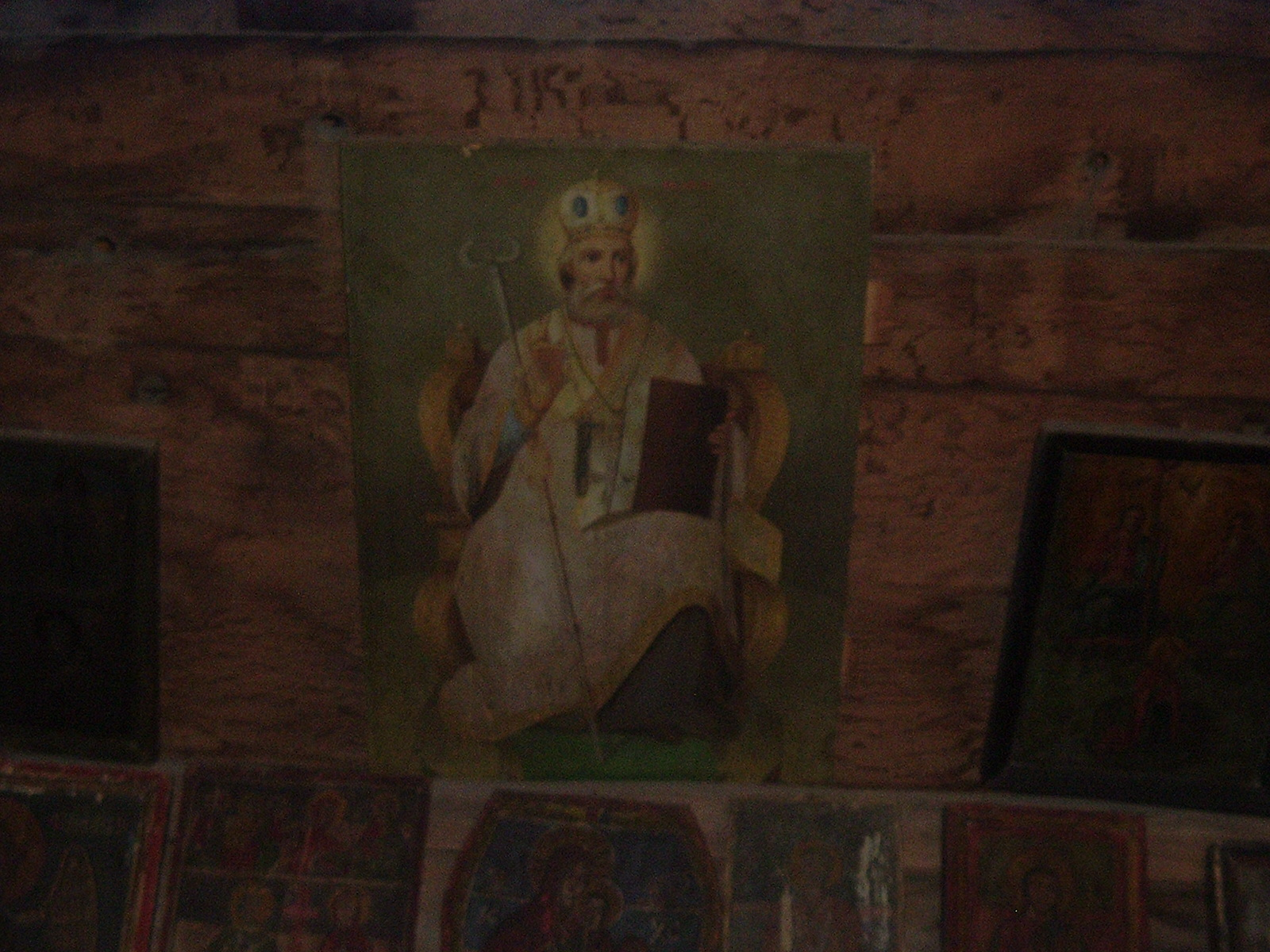
Icoană din bisericuța din lemn
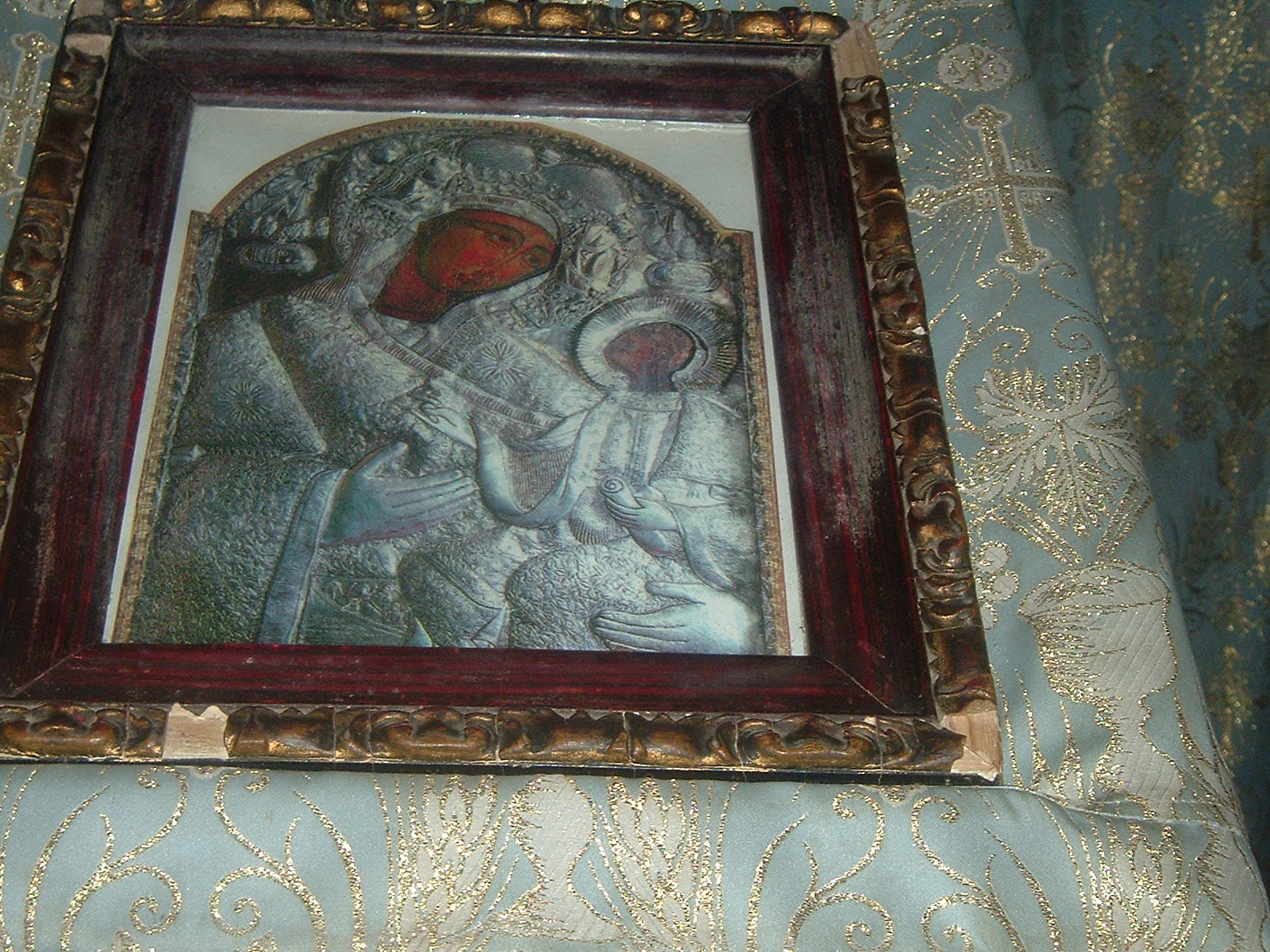
Copie a icoanei găsite în scorbura stejarului
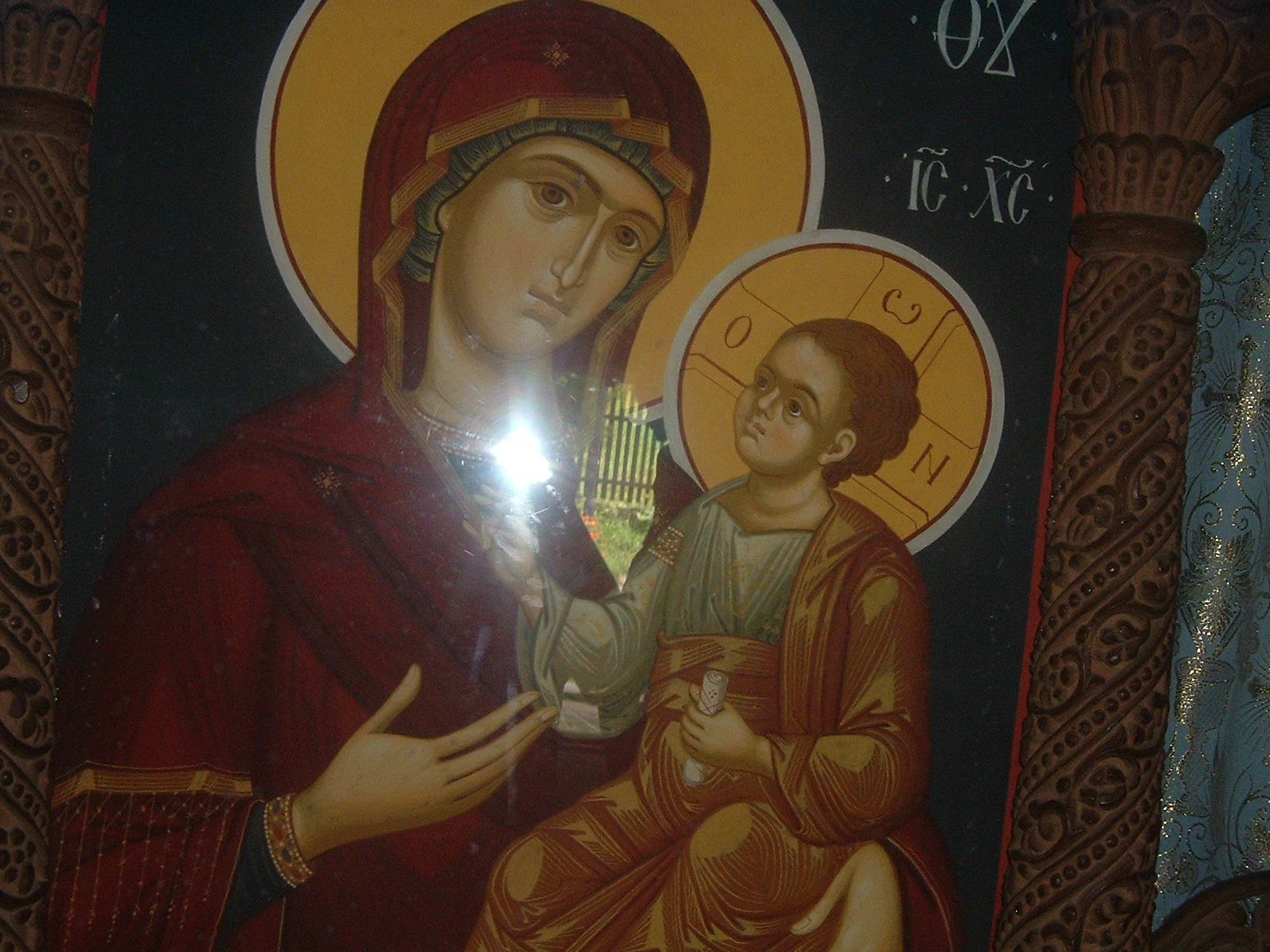
Icoană din bisericuța din lemn
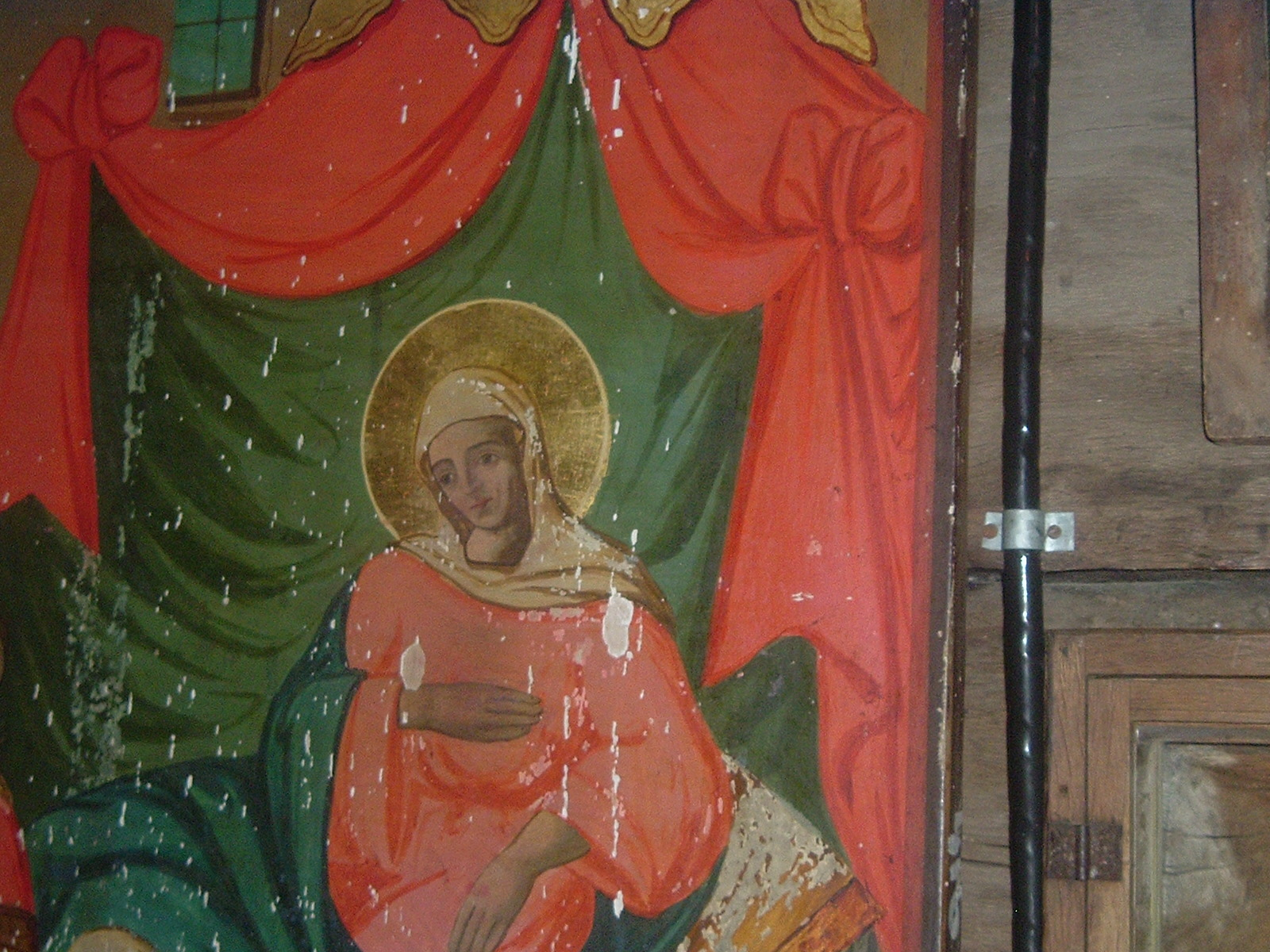
Icoană din bisericuța din lemn
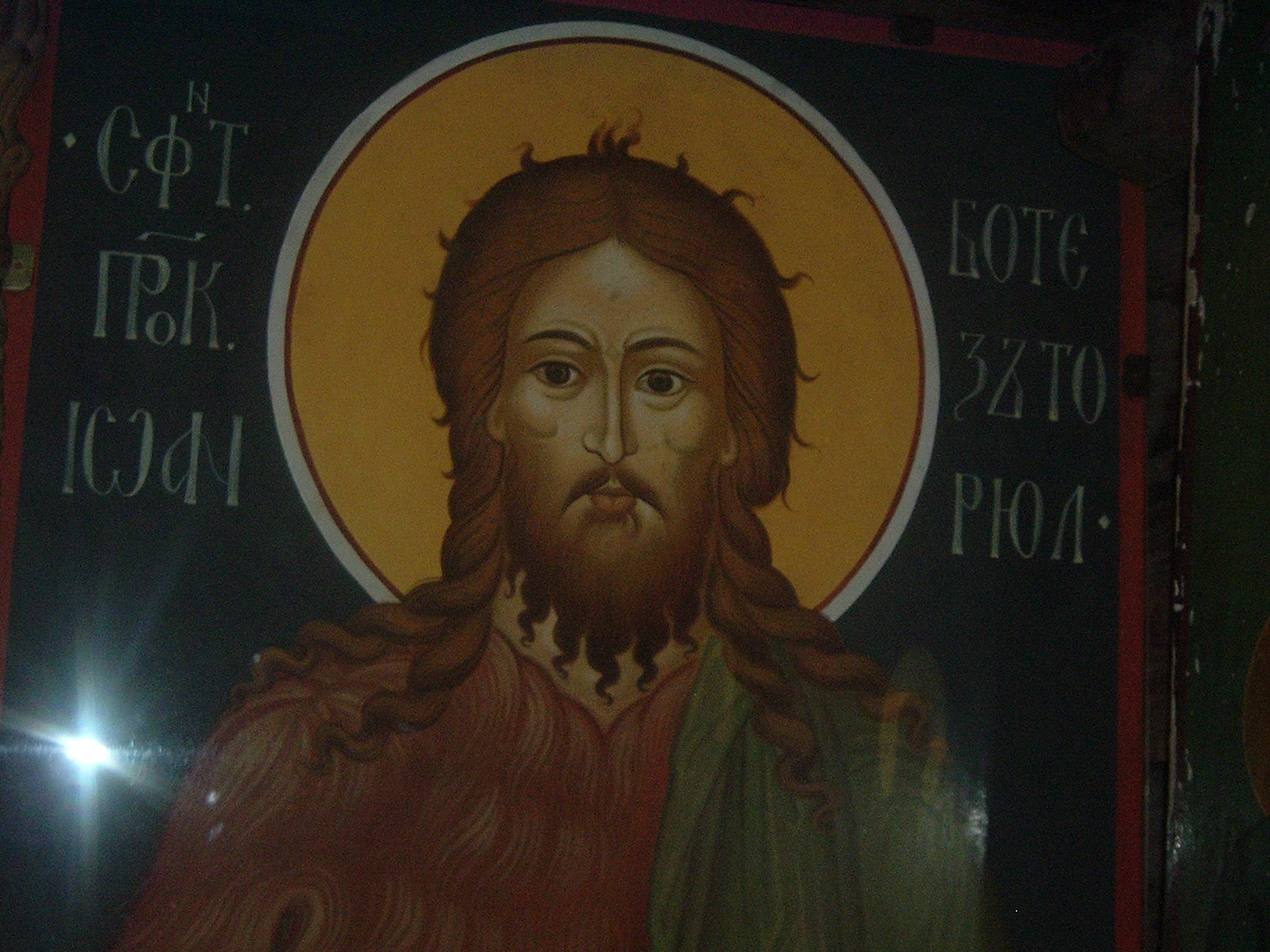
Icoană din bisericuța din lemn

## Personalități înhumate aici
- Paul Teodorescu (n. 28 iunie 1888, Bacău – d. 17 ianuarie 1981, Mănăstirea Dintr-un Lemn) a fost un general român, membru corespondent (1938) al Academiei Române.